# Азамат (фільм, 1939)
«Азамат» — радянський художній фільм-драма, знятий режисерами Арнольдом Кордюмом і Сабірджаном Іскандеровим 1939 році на Ташкентській кіностудії.

## Сюжет
Фільм про трудові подвиги колгоспників-хлопкоробів Ферганської долини.

## У ролях
- Аббас Бакіров — Азамат
- Бурі Хайдаров — Джура
- Р. Ахмедов — Садиков
- Хайла Ганієва — Гулсун
- Обід Джалілов — епізод
- Асад Ісматов — Умар
- [Хікмат Латіпов] — Чилимщик
- Журахон Рахмонов — епізод
- Халіма Рахімова — Мукаррам
- Володимир Чувельов — Степан
- Н. Ішмухамедов — Юсуп
- А. Чертоліна — Віра
- С. Фірсов — москвич

## Знімальна група
- Автори сценарію: Кузьма Горбунов і Арнольд Кордюм
- Режисери: Арнольд Кордюм і Сабірджан Іскандеров
- Оператор: Олександр Фролов
- Художник: Віктор Уфімцев
- Композитор: Лев Степанов